# Elaphoidella kodiakensis
Elaphoidella kodiakensis is een eenoogkreeftjessoort uit de familie van de Canthocamptidae. De wetenschappelijke naam van de soort is voor het eerst geldig gepubliceerd in 1975 door Wilson M.S..